# Porto di Belgrado
Il porto of Belgrado (in lingua serba Лука Београд o Luka Beograd) è un porto situato a Belgrado, la capitale della Serbia, sul fiume Danubio. Esso è situato nel centro della città, a non molti metri da ponte di Pančevo (in lingua serba Панчевакчи мост o Pančevački most). Il porto di Belgrado, inoltre, fa da capolinea per la gente che dalla zona sul fiume Danubio deve venire qui. Il porto ha una capacità di 3 milioni di tonnellate all'anno e 10 000 TEU. Contiene 300 000 m² di magazzini e 650 000 m² di aree di lavoro all'aperto.
Il porto di Belgrado ha operato qui e avuto questo nome dal 1961. C'è stato il progetto di spostare il porto dal fiume Danubio al Sava, per dare più spazio alla crescita di Belgrado.